# Oléoduc transandin
L'oléoduc transandin est un oléoduc situé en Colombie. Il est géré par Ecopetrol. Comme son nom l'indique, il traverse la cordillère des Andes dans le sud du pays, reliant la municipalité de San Miguel (et par delà l'Équateur voisin) au port pacifique de Tumaco.

## Description

### Section principale Orito – Tumaco
La partie principale de l'oléoduc transandin comprend des sections de 14 pouces (360 mm), 16 pouces (405 mm) et 20 pouces (508 mm), quatre stations de pompage et quatre stations de réduction de pression.
Construite en 1969 et mesurant 305 kilomètres de long, elle transporte le pétrole depuis le complexe pétrolier d'Orito, dans le département de Putumayo, au port Pacifique de Tumaco, dans le département de Nariño. Sa capacité est de 190 410 barils et peut transporter 50 000 barils par jour.

### Autres sections
D'autres oléoducs de moindre importance se connectent à cette section.

#### Section San Miguel – Orito
D'une longueur de 71,5 km, elle transporte le pétrole depuis l'Équateur voisin via San Miguel jusqu'à Orito et vice-versa. Elle a une section de 12 pouces (305 mm), une capacité de 40 077 barils et peut transporter 48 000 barils par jour.

#### Section Churuyaco – Orito
D'une longueur de 18 km, elle transporte le pétrole des champs pétrolifères de Churuyaco et Sucumbíos jusqu'à Orito. Elle a une section de 6 pouces (152 mm), une capacité est de 2 341 barils et peut transporter 8 400 barils par jour. 

#### Section Mansoya – Orito
D'une longueur de 77 km, elle transporte le pétrole du champ pétrolifère de Mansoya. Cette section se connecte à la section San Miguel – Orito. Elle a une section de 6 pouces (152 mm), une capacité est de 9 442 barils et peut transporter 19 000 barils par jour. 